# Geelsnavelglansvogel
De geelsnavelglansvogel (Galbula albirostris) is een vogel uit de familie Galbulidae (glansvogels).

## Verspreiding en leefgebied
Deze soort komt voor in het noordelijk Amazonebekken en telt twee ondersoorten:
- G. a. chalcocephala: zuidelijk Colombia, Ecuador, noordwestelijk Peru en westelijk Brazilië.
- G. a. albirostris: oostelijk Colombia, Venezuela, de Guiana's en noordelijk Brazilië.

## Status
De grootte van de populatie is niet gekwantificeerd maar de soort wordt omschreven als niet algemeen voorkomend. Op de Rode lijst van de IUCN heeft deze soort de status niet bedreigd.